# Vladimir Bakarić
 Ovo je glavno značenje pojma Vladimir Bakarić. Za druga značenja pogledajte Vladimir Bakarić (pisac).
Vladimir Bakarić (Velika Gorica, 8. ožujka 1912. - Zagreb, 16. siječnja 1983.), bio je hrvatski komunist i političar u socijalističkoj Jugoslaviji, doktor prava i narodni heroj. Politički komesar Glavnog štaba NOV i PO Hrvatske, te potom šef Komunističke partije Hrvatske bez prekida od 1944. do 1969. godine. Predsjednik Vlade Narodne Republike Hrvatske od 1945. do 1953. god., predsjednik Sabora NRH 1953.–1963., član Savjeta Federacije SFRJ od 1964. do 1974., od 1974. god. do smrti član Predsjedništva SFRJ.
Jedan od vodećih komunista u Hrvatskoj prije i za vrijeme II. svjetskog rata, smatran je najutjecajnijim komunističkim rukovodiocem u Hrvatskoj od kraja II. svjetskog rata do početka 1980.-ih godina. Zbog slabog zdravlja i obazrivosti u javnim nastupima, stekao je nadimke Svileni i Mrtvac, zato je relativno rano odustao od vođenja izvršne vlasti u Hrvatskoj, i manje više radio kao čovjek iz sjene na ideološkim partijskim pitanjima; međutim je zapravo komunistička partija u društvenom ustroju SR Hrvatske i SFRJ i odlučivala o svim presudno važnim stvarima, a pitanja komunističke ideologije su bila od neizmjerne važnosti za javni život. Bakarić je nakon Drugog svjetskog rata, uz Edvarda Kardelja bio je zagovornik aneksije Julijske krajine Hrvatskoj i Sloveniji bez ikakve autonomije te s Borisom Kidričem i Kardeljem predvodnik reformističke frakcije u jugoslavenskoj partiji, - takozvanih liberala - boraca za Samoupravni socijalizam. Pripadao je grupi koja je omogućila Privrednu reformu 1964., pad Aleksandra Rankovića 1966., Hrvatsko proljeće i Ustav iz 1974. pozivom na kojeg su sve jugoslavenske republike kasnije ostvarile neovisnost. 

## Životopis
Rođen je u Velikoj Gorici, 8. ožujka 1912. Otac mu je bio sudac. Osnovnu je školu završio u Gospiću, a gimnaziju pohađao u Ogulinu i Zagrebu. Još kao student prava na zagrebačkom Sveučilištu sudjelovao je od 1932. u revolucionarnom radničkom pokretu, a 1933. postaje član KPJ, organizirajući zajedno s ostalim komunistima na Sveučilištu i radnicima komunistima zagrebačkih tvornica mnoge radničke i studentske akcije, štrajkove i demonstracije protiv režima te nacionalističkih i fašističkih organizacija. God. 1935. izabran je za sekretara SKOJ-a na zagrebačkom Sveučilištu. Te je godine i diplomirao, a zatim je bio sudski i advokatski pripravnik (1936.–1941.), položivši 1937. i doktorat prava. U vrijeme dolaska Josipa Broza Tita na čelo Partije preuzeo je odgovorne funkcije u revolucionarnomu radničkom pokretu i KPJ, postavši 1937. član Agitpropa CK KPH, 1938. član Inicijativnog odbora za osnivanje Stranke radnog naroda, a 1940. član CK KPH.
Početkom II. svjetskog rata nalazi se u Zagrebu gdje je sudjelovao u komunističkim akcijama protiv okupatora, a kao član Vojnoga komiteta do prosinca 1941. pripremao je mogući ustanak. Potom je pošao na oslobođeni teritorij i postao politički komesar GŠ NOV i PO Hrvatske, na kojoj je dužnosti ostao do studenog 1943. (prve akte u toj funkciji potpisivao je pseudonimom V. L. Katić). U tom svojstvu sudjelovao je u odlukama da se likvidira brojne civile za koje se znalo ili smatralo da surađuju s okupatorom, da ih se odvodi na prisilni rad, također, u odluci da u rujnu 1943. godine partizani zauzmu Zrin. Osim u političkom radu Bakarić se istaknuo i kao vojni rukovodilac, osobito u vrijeme IV. neprijateljske ofenzive početkom 1943., te kasnije prilikom razbijanja njemačkih, talijanskih i ustaških snaga u Hrvatskoj 1945. god. 
Bio je i jedan od organizatora prvih organa narodne vlasti u Hrvatskoj, sudjelujući u sastavljanju njezinih revolucionarnih akata, jedan od osnivača ZAVNOH-a te član njegovih najviših organa, zatim vijećnik Prvog i Drugog zasjedanja AVNOJ-a, i napokon član predsjedništva. Poslije Drugog zasjedanja AVNOJ-a 29. XI 1943. prešao je u NKOJ, u kojem je bio zamjenik povjerenika za vanjske poslove.
U listopadu 1944. postao je sekretar CK KPH. Tu funkciju obavljao je kontinuirano do 1966., kada je ona zamijenjena funkcijom Predsjednika CK koju preuzima i na njoj ostaje do 1969. Od 1945. do 1963. biran je na svim izborima za poslanika Sabora NRH i Savezne skupštine. Kao vođa KPH 14. travnja 1945. formira u Splitu vladu Narodne fronte Hrvatske, te postaje šef Narodne Republike Hrvatske. Jedan od njegovih zamjenika bio je član Hrvatske seljačke stranke, a drugi je dolazio iz Samostalne demokratske stranke. Od 1945. do 1953. god. bio je predsjednik Vlade Narodne Republike Hrvatske, pa predsjednik Sabora NRH (1953–1963). Od 1964–1974. bio je član Savjeta federacije, a od 1974. je član Predsjedništva SFRJ, u kojem je od 15. V 1975. do 15. V 1976. obavljao dužnost potpredsjednika, a na toj funkciji ponovno je izabran u svibnju 1982. Od završetka rata obavljao je i visoke partijske funkcije: na V kongresu KPJ 1948. izabran je za člana CK KPJ, na VI kongresu 1952. za člana IK CK SKJ, 1966. postaje član Predsjedništva SKJ, na IX kongresu SKJ 1969. član Predsjedništva te član Izvršnog biroa Predsjedništva SKJ i kao takav bio je blizak suradnik jugoslavenskog vođe Josipa Broza Tita. Obavljao je i druge odgovorne zadatke: u Narodnoj fronti, odn. SSRNJ, zatim kao tajnik Zemaljskog odbora NFH (1944–1949), potpredsjednik (1949–1951) i predsjednik GO NFH, odn. SSRNH (1951–1960), kao član Predsjedništva SO SSRNJ, član Savjeta narodne obrane SFRJ (od 1953) i kao predsjednik Savjeta za zaštitu ustavnog poretka (od siječnja 1975).
Odmah po objavi Deklaracije o nazivu i položaju hrvatskog književnog jezika postavio se protiv deklaracije nakon čega je otpočeo politički progon potpisnika, iako je Deklaraciju potpisao i sam Miroslav Krleža, komunistički intelektualac najvećeg ugleda i osobni prijatelj Josipa Broza Tita. I nakon napuštanja pozicije prvog čovjeka u hrvatskoj komunističkoj hijerarhiji zadržao je većinu svog utjecaja i smatran je najutjecajnijim hrvatskim političarom.
1971. godine staje na stranu snaga koje okončavaju "Hrvatsko proljeće" i sudjeluje u smjenjivanju nacionalno-reformskog vodstva SKH kojem je na čelu Savka Dabčević-Kučar. Ta uloga ga pretvara u svojevrsnog vrhovnog političkog arbitra u Hrvatskoj, sve do njegove smrti.
Zajedno s Edvardom Kardeljem smatran je liberalnijim članom jugoslavenske političke elite i poznat je po svojoj izjavi o potrebi federiranja federacije, koja se odnosila na borbu između jugoslavenskih unitarista i onih koji su nastojali dati više ovlasti republikama. Bakarić je bio jako obazriv u svojim javnim istupima, zazirao je od radikalnijih izjava, zbog čega je od nekih svojih oponenata dobio nadimke Svileni i Mrtvac. Njegov politički uspon podudara se s 1948. i s političkim obračunom s Andrijom Hebrangom, dotadašnjim liderom hrvatskih komunista. Tita je podržao i u njegovom obračunu s "proljećarima" 1971-e.
Pripisuju mu se znatne zasluge za jačanje položaja republika (tako i Hrvatske) u ustavnoj reformi SFRJ iz 1974. godine, te se kasnije opirao idejama da se odnosi u federaciji urede bliže unitarnom modelu.
Vladimir Bakarić je u 1980-tim godinama bio predsjednik Savjeta za zaštitu ustavnog poretka SFRJ (Udba), koji je bio nadležan za sve obavještajne službe pa i likvidacije disidenata u emigraciji. Tada je V. Bakarić izjavio da je hrvatska emigracija najgora emigracija na svijetu. Bio je predsjednik Saveznog savjeta za zaštitu ustavnog poretka u vrijeme ubojstva Brune Bušića.
Napisao je mnogo članaka i javnih govora, te objavio više knjiga, među kojima se ističu, "O poljoprivredi i problemima sela" (zbirka govora i članaka, 569 stranica) iz 1960., "Društvene klase, nacije i socijalizam" (250 stranica) iz 1976., "O ekonomskom i društvenom razvoju i nekim međunarodnim temama" (150 stranica) iz 1982. Zadnje njegovo djelo bila je knjiga Josip Broz Tito (knjiga na 83 stranice, s ilustracijama) iz 1983. godine.
Umire u Zagrebu 18. siječnja 1983. godine.
Stipe Šuvar ga smatra, poslije Josipa Broza, najvećim hrvatskim komunistom.
Bakarić je od 1950. redoviti član JAZU, a od 1974. i počasni član ANUBiH. Rezervni je general-potpukovnik JNA, nosilac Partizanske spomenice 1941, Ordena jugoslavenske velike zvijezde, Ordena narodnog heroja, Ordena junaka socijalističkog rada i drugih visokih odlikovanja. Dobitnik je Nagrade AVNOJ-a (1972.), te Povelje i plakete ZAVNOH-a (1982.).